# Drake Glacier
Drake Glacier är en glaciär i Antarktis. Den ligger i Sydshetlandsöarna. Argentina, Chile och Storbritannien gör anspråk på området. Drake Glacier ligger 16 meter över havet.
Terrängen runt Drake Glacier är huvudsakligen kuperad, men åt nordost är den platt. Havet är nära Drake Glacier åt nordväst. Trakten är obefolkad. Det finns inga samhällen i närheten. 